# 钩卷叶蛛
钩卷叶蛛（学名：Dictyna uncinata）为卷叶蛛科卷叶蛛属的动物。分布于古北区以及中国大陆的甘肃、新疆、山西、四川等地，一般生活于灌木从、草丛以及果园。